# Шванау
Шванау (нім. Schwanau) — громада в Німеччині, знаходиться в землі Баден-Вюртемберг. Підпорядковується адміністративному округу Фрайбург. Входить до складу району Ортенау.
Площа — 38,33 км2. Населення становить 7110 ос. (станом на 31 грудня 2020).